# Radialeno

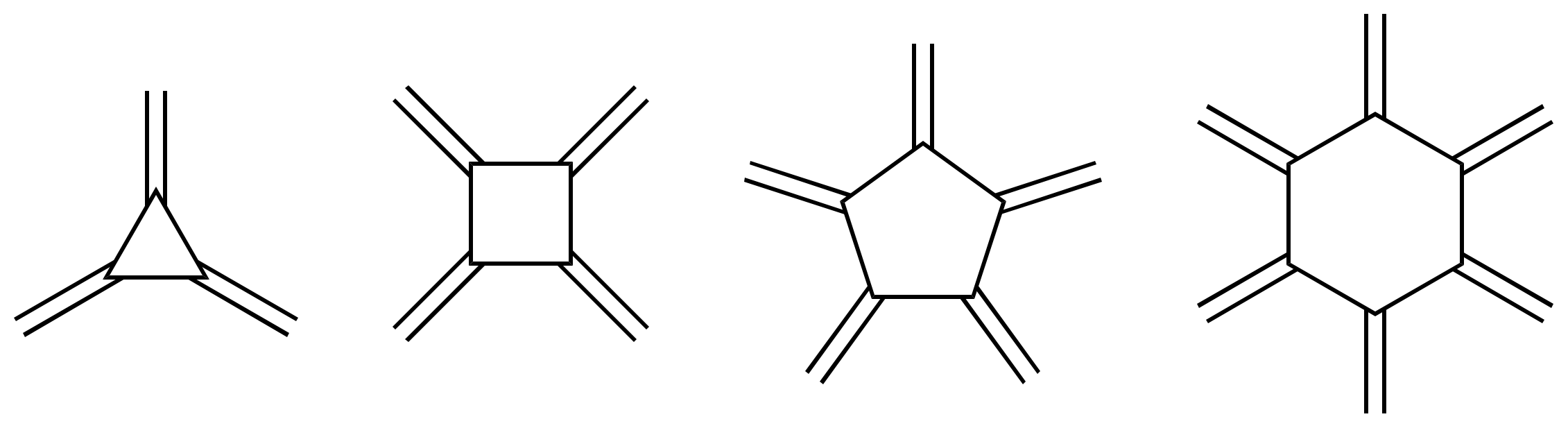
Ejemplos de radialenos.

Los radialenos son compuestos orgánicos alicíclicos (alifáticos y cíclicos) que presentan conjugación cruzada en los enlaces dobles exocíclicos. Los dobles enlaces son comúnmente grupos alqueno, sin embargo, aquellos compuestos con carbonilos (C=O) también son llamados radialenos. Algunos radialenos no han sido aún aislados como compuestos puros, pero se conocen varios de sus derivados sustituidos.
Los radialenos están relacionados con los dendralenos de cadena abierta y compuestos como el butadieno y el benceno, que también consisten en anillos de carbonos con hibridación sp2.
Los radialenos son investigados en la química orgánica debido a sus propiedades inusuales y su reactividad pero han sido utilizados fuera de los laboratorios. Uno de sus usos reportados es como bloques de construcción para novedosos conductores orgánicos y ferromagnetos. El primer radialeno, llamado hexaetilidenciclohexano, fue sintetizado en 1961.

## Conformación
Se espera que los radialenos tengan una geometría molecular plana con todos los átomos de carbono en el mismo plano. Esto es verificado experimentalmente en el hexametil[3]radialeno y en el ciclobutanotetraonatetrakis(hidrazona). El Decametil[5]radialeno tiene una geometría ligeramente torcida con una simetría C2 mientras que para el [6]radialeno se calculó una conformación de silla la cual fue confirmada experimentalmente para el hexa-(etildien)-ciclohexano.
Debido a las distribuciones específicas de los electrones π, los hidrocarburos como el perileno y el trifenileno no se consideran radialenos. Un estudio describe al [6] radialeno como compuesto por unidades de tiofeno.

Esquema de reacción para la síntesis de un [6]radialeno a partir de unidades de 2,3-dibromotiofeno

Este compuesto se reporta como planar con una simetría D3h (obtenida por difracción de rayos X), sin embargo, no es aromático, pues las longitudes de enlace C-C son inusualmente largas (145 pm para el radialeno contra 140 pm para el benceno) y el valor del desplazamiento químico independiente del núcleo es cercano a cero.

## Síntesis y propiedades
Los radialenos padre polimerizan en contacto con oxígeno.

### Radialenos
El radialeno o trimetilenciclopropano fue sintetizado en 1965. Los derivados reportados incluyen triquinociclopropanos, sales de dianiones trimetilencicloprano, tris(tioxanten-9-iliden)ciclopropano, tris(fluoren-9-iliden)ciclopropano y hexakis(trimetilsililetinil)[3]radialeno. Los derivados fosforados (basados en 4,5,6-trifosfa[3]radialeno) también han sido reportados. Los fosforodialenos han sido investigados como mejoradores de eficiencia cuánticos en celdas solares. Los derivados del hexakis[4-(diarilamino)fenil][3]radialenos han sido investigados por sus bajos potenciales de oxidación.
Los radialenos insustituidos se han preparado en reacciones de eliminación de cis,trans,cis-tetra(bromoetil)ciclobutano con metóxido de sodio en etanol.

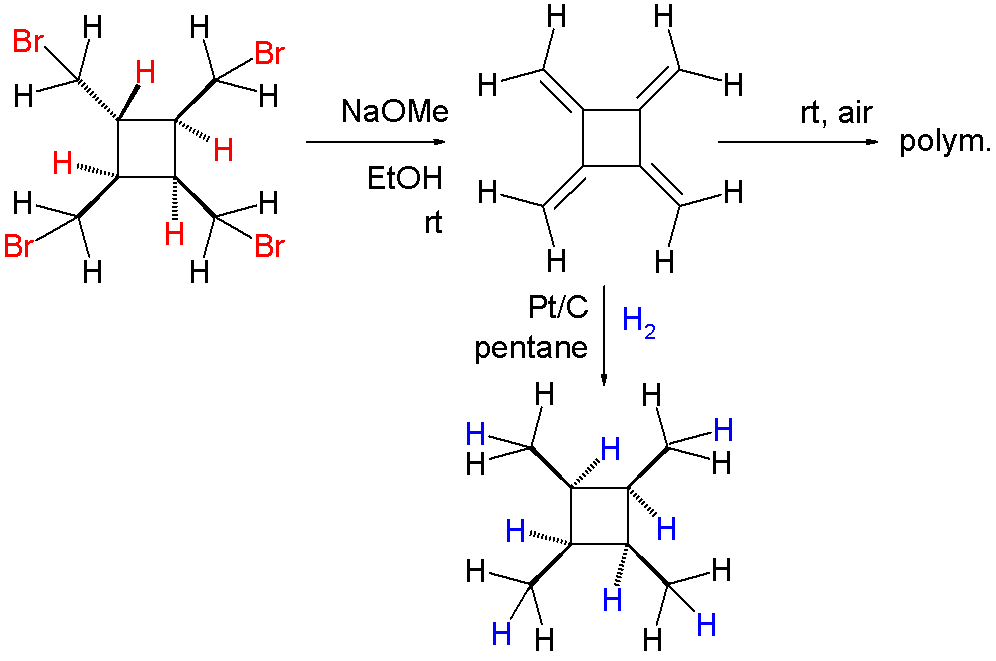
Síntesis de un [4]radialeno a partir de tetrabromoetilciclobutano

La hidrogenación con platino sostenido sobre carbono da lugar al cis,cis,cis-tetrametilciclobutano en concordancia con la estructura propuesta. Al ser expuesto al aire a temperatura ambiente, el compuesto reacciona con oxígeno y polimeriza.
En 2015 fue reportada una síntesis exitosa a bajas temperaturas del radialeno padre.
El radialeno padre es inestable y polimeriza inmediatamente después de su formación. Ha sido sintetizado a partir de 1,5,9-ciclododecatriino, 1,3,6-tri(clorometil)mesitileno y tricilobutabenceno.
Únicamente los radialenos sustituidos existen como compuestos estables. Los derivados estables son los radialenos hexametil sustituido, dodecametil sustituido y hexabromo sustituido.
Un radialeno trisalcoxi-sustituido también ha sido reportado. El anillo central adquiere una conformación no planar de bote torcido.

[6]radialeno tris-alcoxi sustituido.

## Usos
Los radialenos han sido investigados como potenciales maneras de acceder a la síntesis de moléculas complejas y en la síntesis de polímeros.